# Ели мясо мужики (песня)
«Ели мясо мужики» — сингл из одноимённого альбома, выпущенный  1 июля 1998 года российской рок-группой «Король и Шут». Концертные исполнения песни вошли в альбомы «Ели мясо мужики», Live 2000, «Мёртвый анархист», «Концерт в Олимпийском», «На краю. Live». Также встречается в некоторых изданиях «Акустического альбома». Песня стала одной из самых известных песен группы.

## История
Песня «Ели мясо мужики» была придумана Андреем Князевым и Михаилом Горшенёвым в 1991 году, но впервые прозвучала лишь в 1997 году на концерте, который был показан на видеоальбоме «Праздник скоморох» и на акустическом концерте.
В 1998 году вышла как видеосингл и не вошла ни в один студийный альбом.
Песня сразу же взлетела в хит-парадах. В 1999 году группа записала одноимённый концерт, куда вошла эта песня. Песня стала очень популярной, поэтому продюсерская компания выпустила альбом при условии, что эта песня не будет звучать на других альбомах. После этого концертного альбома из группы ушёл продюсер Игорь «Панкер» Гудков.
В 2003 году клип на песню вошёл в одноимённый концертный альбом, выпущенный ещё в 1999 году.

## Сюжет
Действие песни происходит в условном Средневековье: некий конюх пригласил своих друзей поесть мяса и выпить пива. Во время пира конюх начинает рассказывать о своей жене, в том числе, что она изменяла ему с каждым из гостей. В конце концов он «за ней не уследил», и обращается к гостям: «правда вкусная она?», тем самым раскрыв тайну еды. Но мужики, не слушая и не понимая конюха, продолжали пировать.

## Клип
На студийную версию песни «Ели мясо мужики» летом 1998 года был снят видеоклип, позже вошедший в видеоверсию концертного альбома в качестве бонус-трека. Режиссёром клипа выступил известный российский клипмейкер Борис Деденёв. Клип был снят быстро, всего за два дня на студии «Леннаучфильм».
За данную работу участники группы заплатили около 20 тысяч долларов США. Такая солидная сумма появилась в группе благодаря спонсорству фирмы, выпускавшей слабоалкогольный напиток «Молотов-коктейль». Гитарист группы, Яков Цвиркунов, какое-то время работал в этой компании и сумел свести участников «Короля и Шута» с руководством фирмы. При этом группа рекламировала «Молотов-коктейль» и записала музыку к рекламному ролику напитка. Все деньги, вырученные от рекламы, пошли на съёмку клипа. При этом Андрей Князев считает, что бо́льшую часть суммы пришлось заплатить за раскрученное имя Бориса Деденёва, однако отмечает, что в целом съёмка клипа прошла успешно даже с точки зрения кинематографа и средневековой атмосферы, которую хотели музыканты, в экранизации песни удалось добиться.
Клип показывали основные музыкальные каналы; был он продемонстрирован и в «Утренней почте» Первого канала. По словам журналиста и политолога Андрея Сидорчика, через полтора месяца клип был снят с эфира за «пропаганду каннибализма».

## Участники записи
- Михаил Горшенёв (Горшок) — вокал, музыка.
- Андрей Князев (Князь) — бэк-вокал, стихи.
- Александр Балунов (Балу) — бас-гитара, бэк-вокал.
- Александр Щиголев (Поручик) — ударные.
- Яков Цвиркунов (Яша) — гитара, бэк-вокал.

## Каверы и пародии
В 2007 году кавер на песню «Ели мясо мужики» исполнил Влад Топалов в программе «Пять песен на Пятом»; это исполнение негативно оценил автор текста песни — Андрей Князев.
Пародия на песню «Ели мясо мужики» была показана в новогодней передаче «Большая разница» «Песню про ёлочку».
В передаче «Мульт личности» песня «Ели мяту мужики» была вложена в уста персонажа в образе Геннадия Онищенко.
Как и многие другие песни «Короля и Шута», после закрытия группы по окончании 2013 года, исполняется проектами «КняZz», «Горшенёв» и «Северный Флот». До 2018 года исполнялась группой «Кукрыниксы».
В 2015 году на «Авторадио» «Ели мясо мужики» исполнил Вячеслав Мясников.
В том же году песню исполнила группа «План Ломоносова» на своём юбилейном концерте совместно с бывшим бас-гитаристом «Короля и Шута» Сергеем Захаровым.
В 2016 году Дмитрий Колдун исполнил песню в программе «Точь-в-точь» в образе Михаила Горшенёва, также исполнял на «Авторадио».
В 2018 году песня «Ели мясо мужики» была выпущена в виде сингла группой «Сектор Газовой Атаки».
Исполнялась группами Nagart и Lucky Horse.
В январе 2020 года на ютуб-канале Lina Di вышел гитарный кавер. При этом фоном звучало оригинальное исполнение.
В мае 2020 года музыкант Radio Tapok на своём ютуб-канале выпустил кавер-версию.
В июле 2020 года на ютуб-канале Even Blurry Videos вышла англоязычная версия «Ели мясо мужики».
В 2023 году в сериале «Король и Шут» песню исполнили Константин Плотников и Влад Коноплёв в роли Михаила Горшенёва и Андрея Князева. Вокальная партия звучала голосом брата Михаила Горшенёва — Алексея.